# 長門市
長門市（日语：／ Nagato shi */?）是位於日本山口縣北部臨靠日本海的城市，為山陰地方的最西端。也因為JR美禰線在此與山陰本線交會，成為山口县北部的主要交通要所。南部位於中國山地，北部沿海有深川灣、仙崎灣、油谷灣多個適合作為港口的港灣，也因此漁業是本地的主要產業之一。位於仙崎地區的仙崎港也是山口縣北岸規模較大的漁港。

## 历史
現在的長門市轄區在過去的令制國時代屬於長門國大津郡，其範圍也大致相同；15世紀大內氏統治此地時曾在此建有龜山城，江戶時代則屬於長州藩，並且曾經因做為捕鯨基地而繁榮。
1889年實施町村制後，現在的長門市轄區分屬三隅村、仙崎通村、深川村、俵山村、菱海村、日置村、宇津賀村、向津具村，共8個行政區劃。
位於仙崎的港口在第二次世界大戰結束後，曾作為海外國民引揚歸國的主要港口，當年在此自海外返回的日本人多達41萬，同時原先滯留在日本的外籍人士，從返回自己國家的人也多達34萬。
1954年，原屬仙崎通村、深川村、俵山村的區域合併為長門市，其他區域則整併為三隅町、油谷町和日置町3町；直到2005年，這四個行政區劃再次整併為現在的長門市。
也因為本地是日本第90、96-98任內閣總理大臣安倍晉三的祖籍地點，2016年安倍晉三曾在此地的長門湯本溫泉招待俄羅斯總統普京。

### 變遷表
| 1889年4月1日 | 1889年 - 1926年     | 1889年 - 1926年      | 1926年 - 1954年      | 1926年 - 1954年      | 1955年 - 1989年      | 1989年 - 現在        | 現在                 |                      |
| ------------ | ------------------- | -------------------- | -------------------- | -------------------- | -------------------- | -------------------- | -------------------- | -------------------- |
| 深川村       | 深川村              | 深川村               | 1928年11月1日 深川町 | 1953年3月31日 長門市 | 1953年3月31日 長門市 | 2005年3月22日 長門市 | 2005年3月22日 長門市 | 2005年3月22日 長門市 |
| 仙崎通村     | 1899年4月1日 仙崎村 | 1914年4月15日 仙崎町 | 1914年4月15日 仙崎町 | 1953年3月31日 長門市 | 1953年3月31日 長門市 | 2005年3月22日 長門市 | 2005年3月22日 長門市 | 2005年3月22日 長門市 |
| 仙崎通村     | 1899年4月1日 通村   |                      |                      | 1953年3月31日 長門市 | 1953年3月31日 長門市 | 2005年3月22日 長門市 | 2005年3月22日 長門市 | 2005年3月22日 長門市 |
| 俵山村       |                     |                      |                      | 1953年3月31日 長門市 | 1953年3月31日 長門市 | 2005年3月22日 長門市 | 2005年3月22日 長門市 | 2005年3月22日 長門市 |
| 三隅村       | 三隅村              | 三隅村               | 1942年11月3日 三隅町 | 1942年11月3日 三隅町 | 1942年11月3日 三隅町 | 2005年3月22日 長門市 | 2005年3月22日 長門市 | 2005年3月22日 長門市 |
| 菱海村       | 菱海村              | 菱海村               | 菱海村               | 1954年5月1日 油谷町  | 1954年5月1日 油谷町  | 2005年3月22日 長門市 | 2005年3月22日 長門市 | 2005年3月22日 長門市 |
| 宇津賀村     |                     |                      |                      | 1954年5月1日 油谷町  | 1954年5月1日 油谷町  | 2005年3月22日 長門市 | 2005年3月22日 長門市 | 2005年3月22日 長門市 |
| 向津具村     |                     |                      |                      | 1954年5月1日 油谷町  | 1954年5月1日 油谷町  | 2005年3月22日 長門市 | 2005年3月22日 長門市 | 2005年3月22日 長門市 |
| 日置村       |                     |                      |                      | 1954年5月1日 油谷町  | 1954年5月1日 油谷町  | 2005年3月22日 長門市 | 2005年3月22日 長門市 | 2005年3月22日 長門市 |
| 日置村       | 1978年4月1日 日置町 |                      |                      |                      |                      | 2005年3月22日 長門市 | 2005年3月22日 長門市 | 2005年3月22日 長門市 |

## 行政

### 歷任市長
| 屆           | 姓名     | 上任時間       | 卸任時間       | 備註     |
| ------------ | -------- | -------------- | -------------- | -------- |
| 第一代長門市 |          |                |                |          |
| 1            | 野村鳳介 | 1954年5月      | 1958年5月      |          |
| 2            | 野村鳳介 | 1958年5月      | 1962年5月9日   |          |
| 3            | 齋木正熊 | 1962年5月10日  | 1966年5月      |          |
| 4            | 高橋武雄 | 1966年5月      | 1970年5月      |          |
| 5            | 高橋武雄 | 1970年5月      | 1974年5月      |          |
| 6            | 高橋武雄 | 1974年5月      | 1978年5月      |          |
| 7            | 高橋武雄 | 1978年5月      | 1982年5月      |          |
| 8            | 福田政則 | 1982年5月      | 1986年5月      |          |
| 9            | 福田政則 | 1986年5月      | 1990年5月      |          |
| 10           | 福田政則 | 1990年5月      | 1992年4月4日   | 任內過世 |
| 11           | 藤田光久 | 1992年5月      | 1996年5月      |          |
| 12           | 藤田光久 | 1996年5月      | 2000年5月23日  |          |
| 13           | 松林正俊 | 2000年5月      | 2005年3月      |          |
| 第二代長門市 |          |                |                |          |
| 1            | 松林正俊 | 2005年4月24日  | 2009年4月23日  |          |
| 2            | 南野京右 | 2009年4月24日  | 2011年10月8日  | 任內過世 |
| 3            | 大西倉雄 | 2011年11月27日 | 2015年11月26日 |          |
| 4            | 大西倉雄 | 2015年11月27日 | 2019年11月26日 |          |
| 5            | 江原達也 | 2019年11月27日 | 2023年11月26日 |          |
| 6            | 江原達也 | 2023年11月27日 | 現任           |          |

## 交通
西日本旅客鐵道山陰本線以東西向大致沿著海岸像通過轄內，在主要市區長門市車站有山陰本縣的支線仙崎線往北進入仙崎地區，同時往南也有美禰線可越過中國山地，通往山口縣南部的山陽小野田市。
高速公路則有山陰自動車道預計以東西向穿過轄內，但目前只完成境內東部三隅地區往東至萩市的路段，此段路線目前被稱作萩・三隅道路。
轄內的客運業者則有屬於近鐵集團以山口縣東部和北部為主要營業範圍的防長交通、前身為山陽電氣軌道以下關市為主要據點的山電交通、山電交通的子公司以山口縣西部和北部為主要營業範圍的藍線交通三家業者。

### 鐵路
- 西日本旅客鐵道
  - 山陰本線：（←萩市） - 長門三隅車站 - 長門市車站 - 黃波戶車站 - 長門古市車站 - 人丸車站 - 伊上車站 - （下關市）
    - 仙崎線：長門市車站 - 仙崎車站

  - 美禰線：長門市車站 - 板持車站 - 長門湯本車站 - 涉木車站（日语：渋木駅） - （美禰市→）

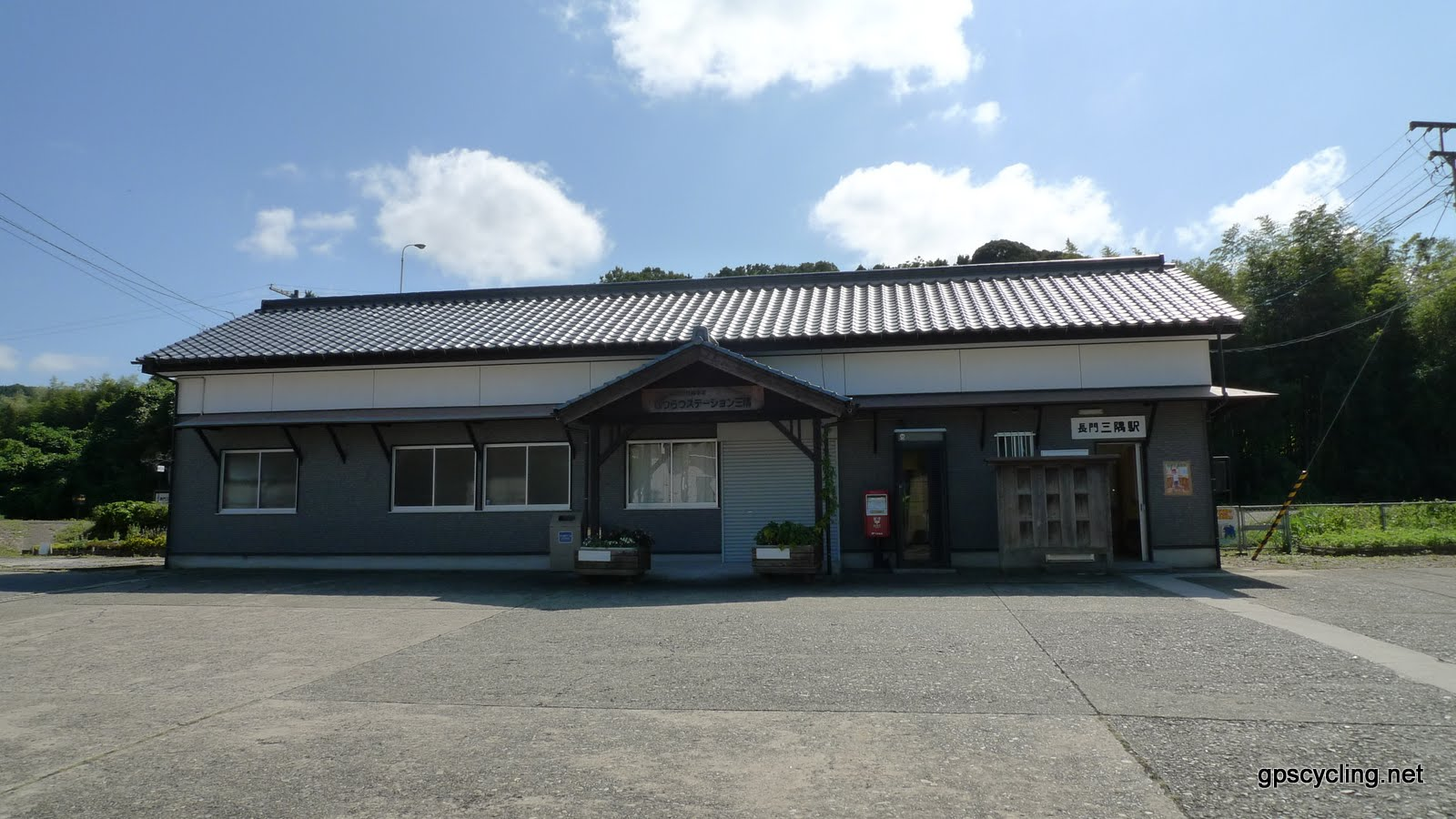
長門三隅車站
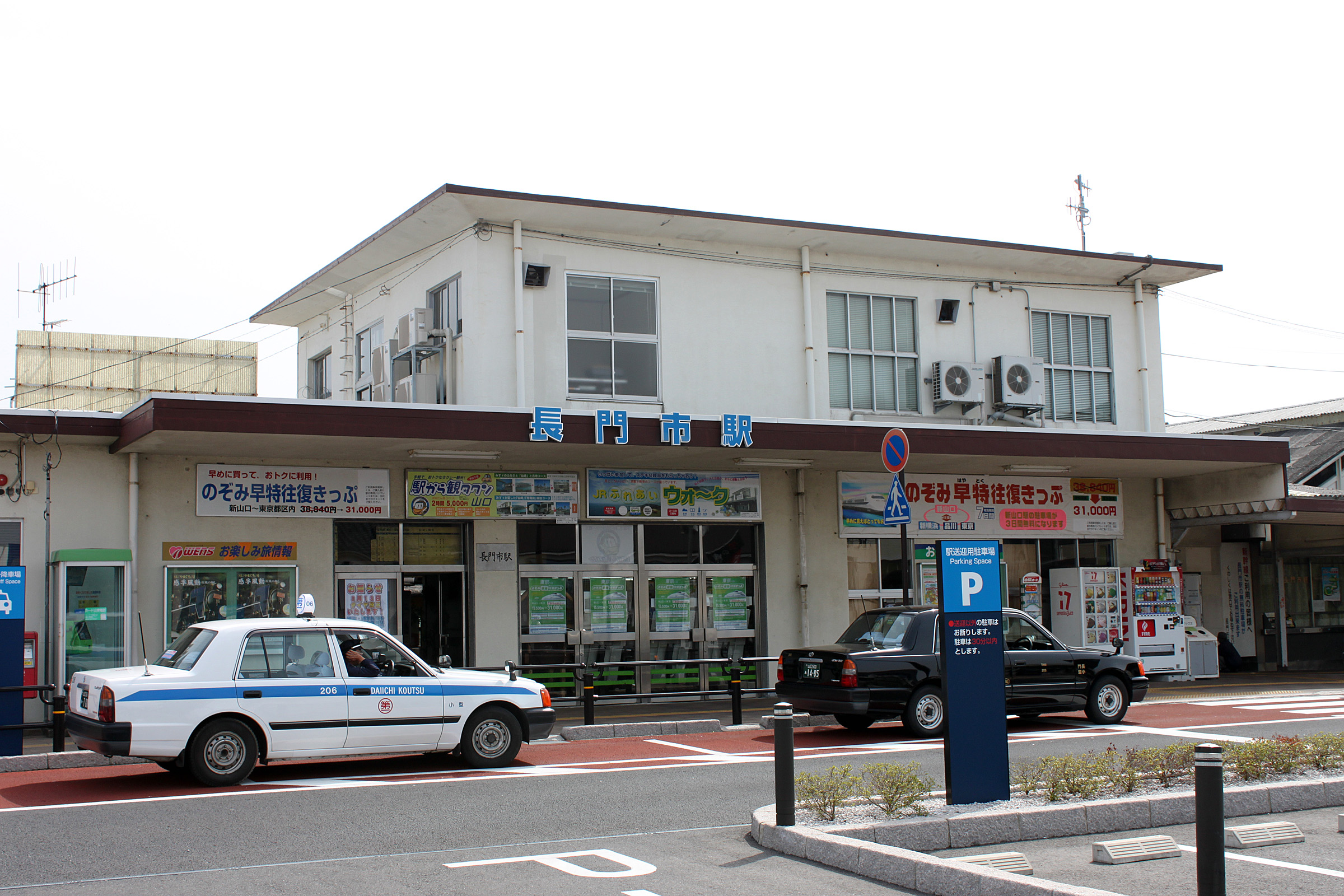
長門市車站
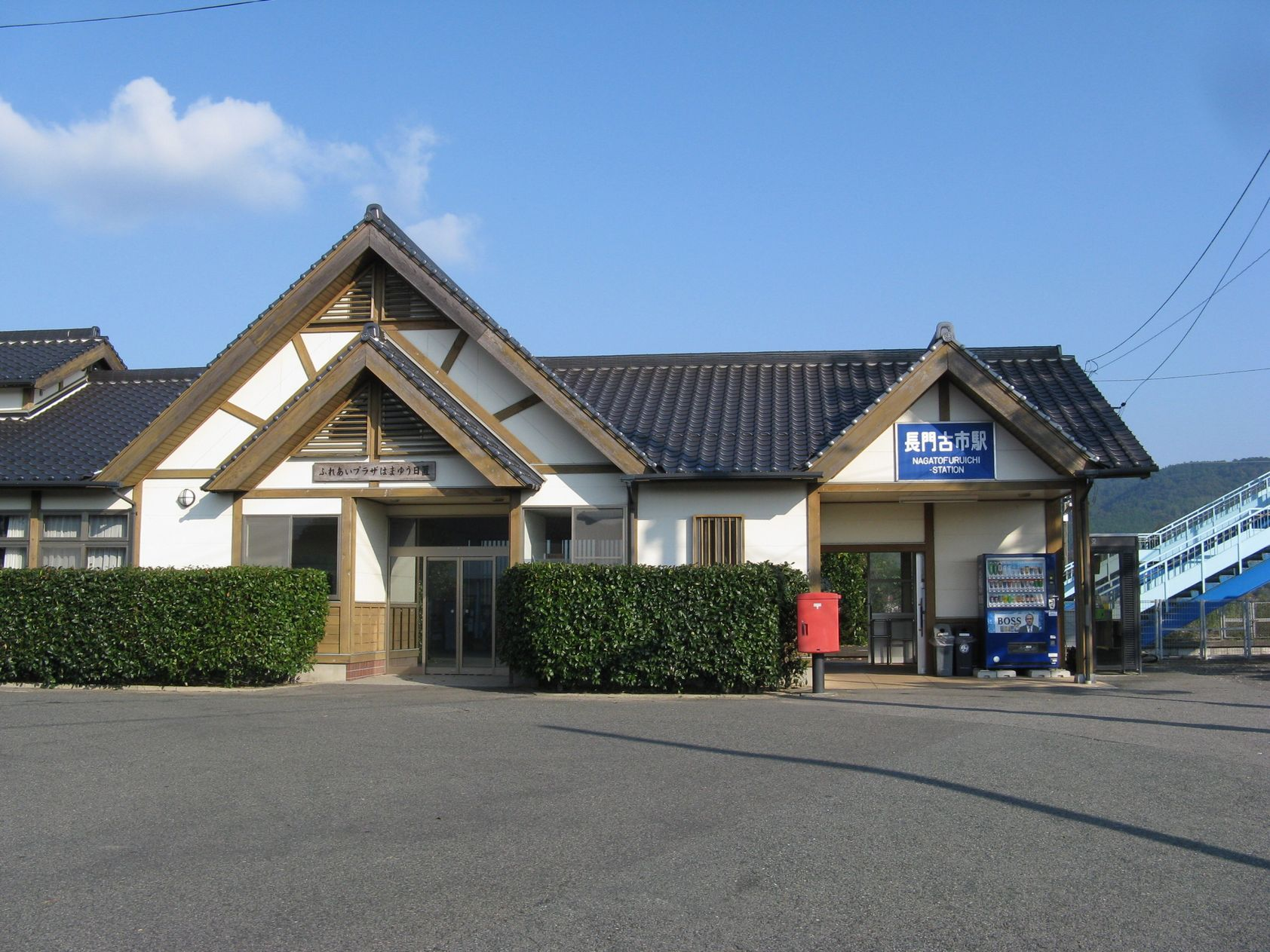
長門古市車站
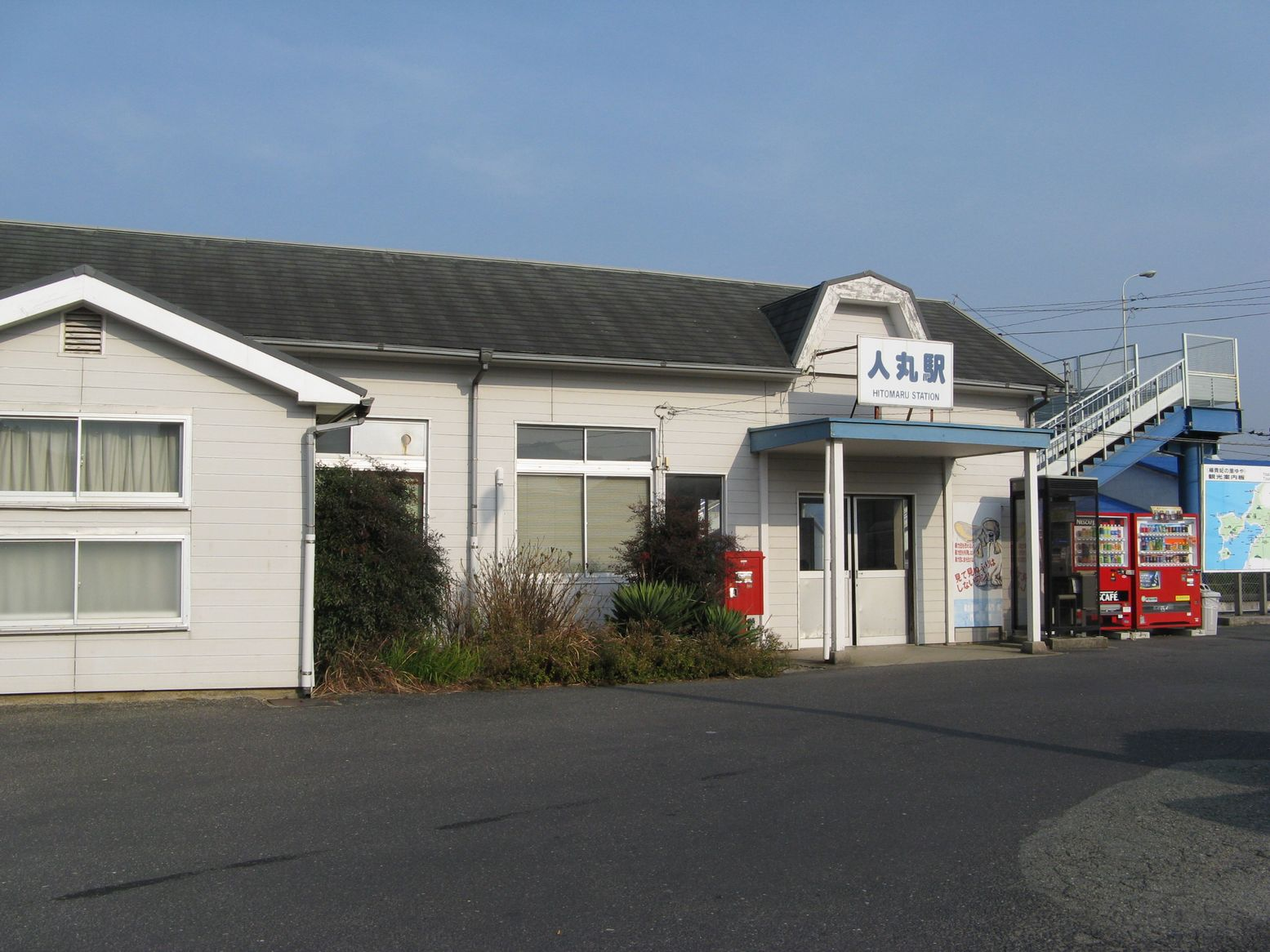
人丸車站
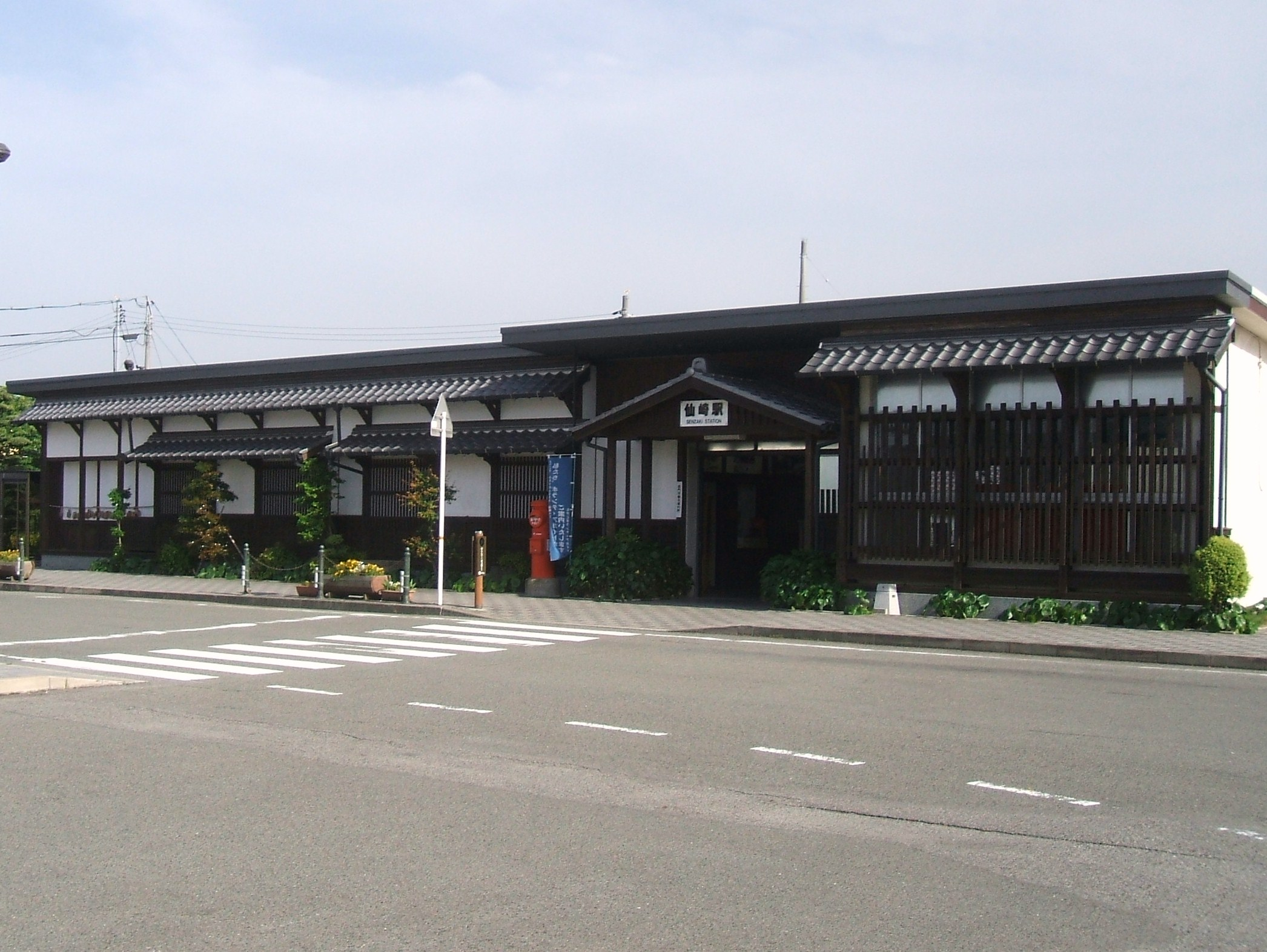
仙崎車站
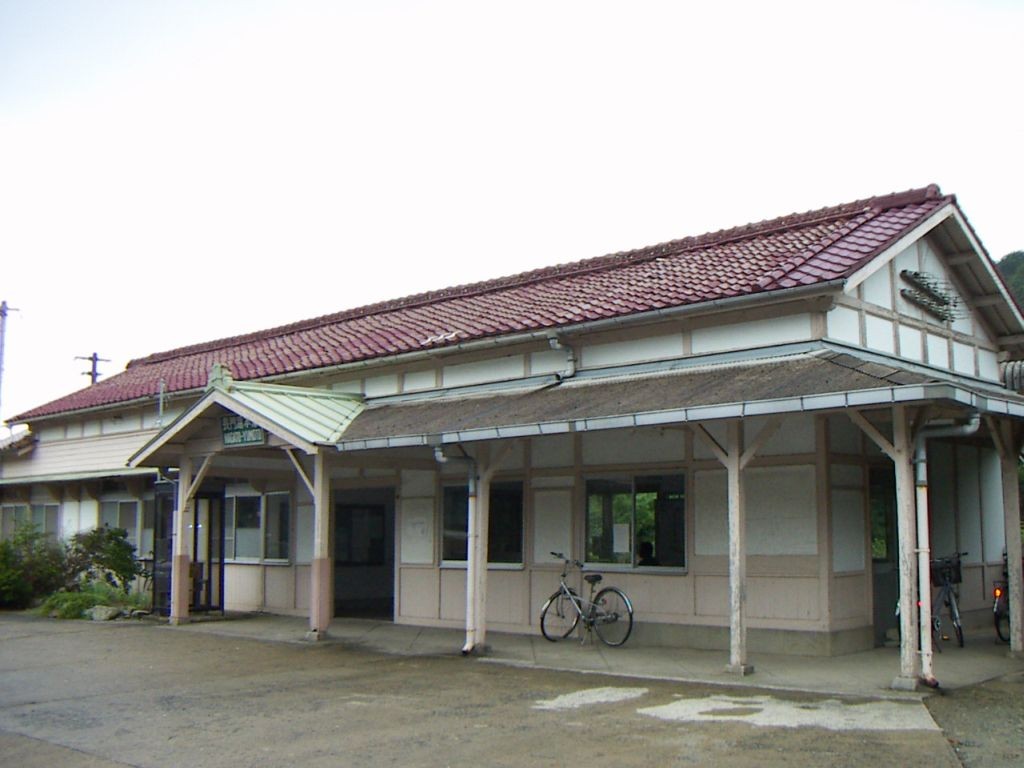
長門湯本車站

### 道路
高速道路
- 山陰自動車道：（萩市） - 三隅交流道（日语：三隅インターチェンジ）

## 觀光資源

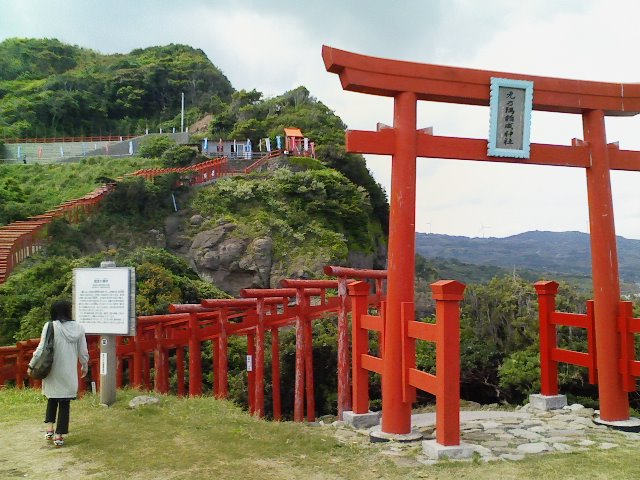
元乃隅神社

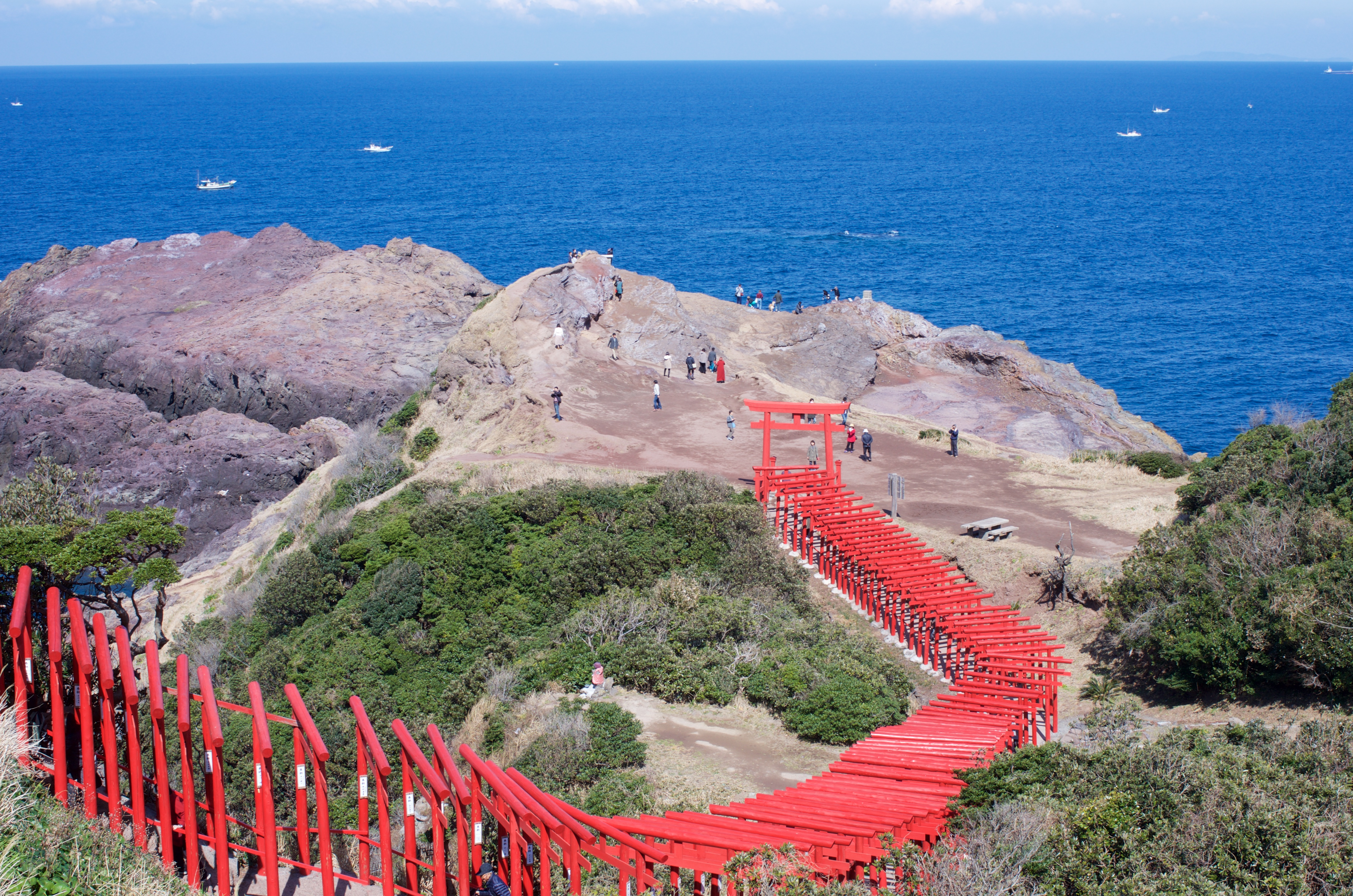
元乃隅神社及海岸景色

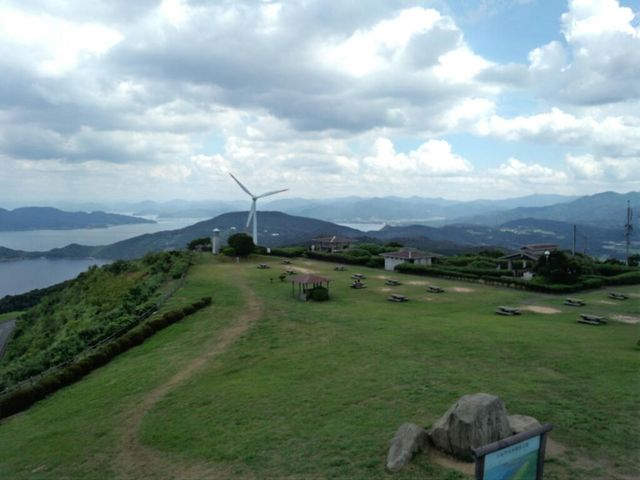
千疊敷景色

位於主要市區北側的青海島及西部向津具半島的沿海區域被劃為北長門海岸國定公園的範圍，這段海岸為沿岸地形，這片區域近年發展為觀光景點，知名度較高的景點包括千疊敷和元乃隅神社，在仙崎港有業者經營海上觀光航線可遊覽青海島沿岸的景色；而青海島東部的通地區過去是以捕鯨而發展形成的聚落，其中建於1692年的鯨墓已被列為國家史蹟。
轄內有湯本溫泉、俵山溫泉、湯免溫泉、黃波戶溫泉、油谷灣溫泉多個溫泉區，其中湯本溫泉是山口縣北部規模最大的溫泉區。
此外當地傳說中國唐朝的楊貴妃在安史之亂後逃到了日本此地，因此在向津具半島南側有個「楊貴妃之村」，內有傳說中的楊貴妃之墓。
20世紀初的童謠詩人金子美鈴出生於轄內的仙崎地區，其過去出生住所現在也成為「金子美鈴紀念館」。

## 教育
過去原本有山口縣立大津高等學校、山口縣立水產高等學校、山口縣立日置農業高等學校三所高中，在2011年被整併為山口縣立大津綠洋高等學校，同時也保留了過去三所高中各自的課程，設有普通科、屬於農業的生物生產科、生活科學科、屬於水產的海洋技術科、海洋科學科。

## 本地出身之名人
- 安倍寛（日语：安倍寛）：曾任日置村長、日本眾議院議員
- 安倍晉太郎：安倍寛之子，出生於東京，曾任日本眾議院議員、外務大臣
- 安倍晋三：安倍晉太郎之子，出生於東京，日本眾議院議員，第90、96－98任日本內閣總理大臣
- 油谷繁（日语：油谷繁）：馬拉松選手
- 金子美鈴：童謠詩人
- 田中基之：漫畫家
- 伊藤一長：政治人物，曾擔任長崎市市長，在競選連任期間遭槍擊身亡

## 外部連結
- （日語） 長門市觀光協會 （页面存档备份，存于）